# Cernunnos

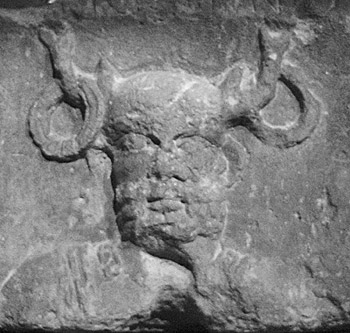
Cernunnos

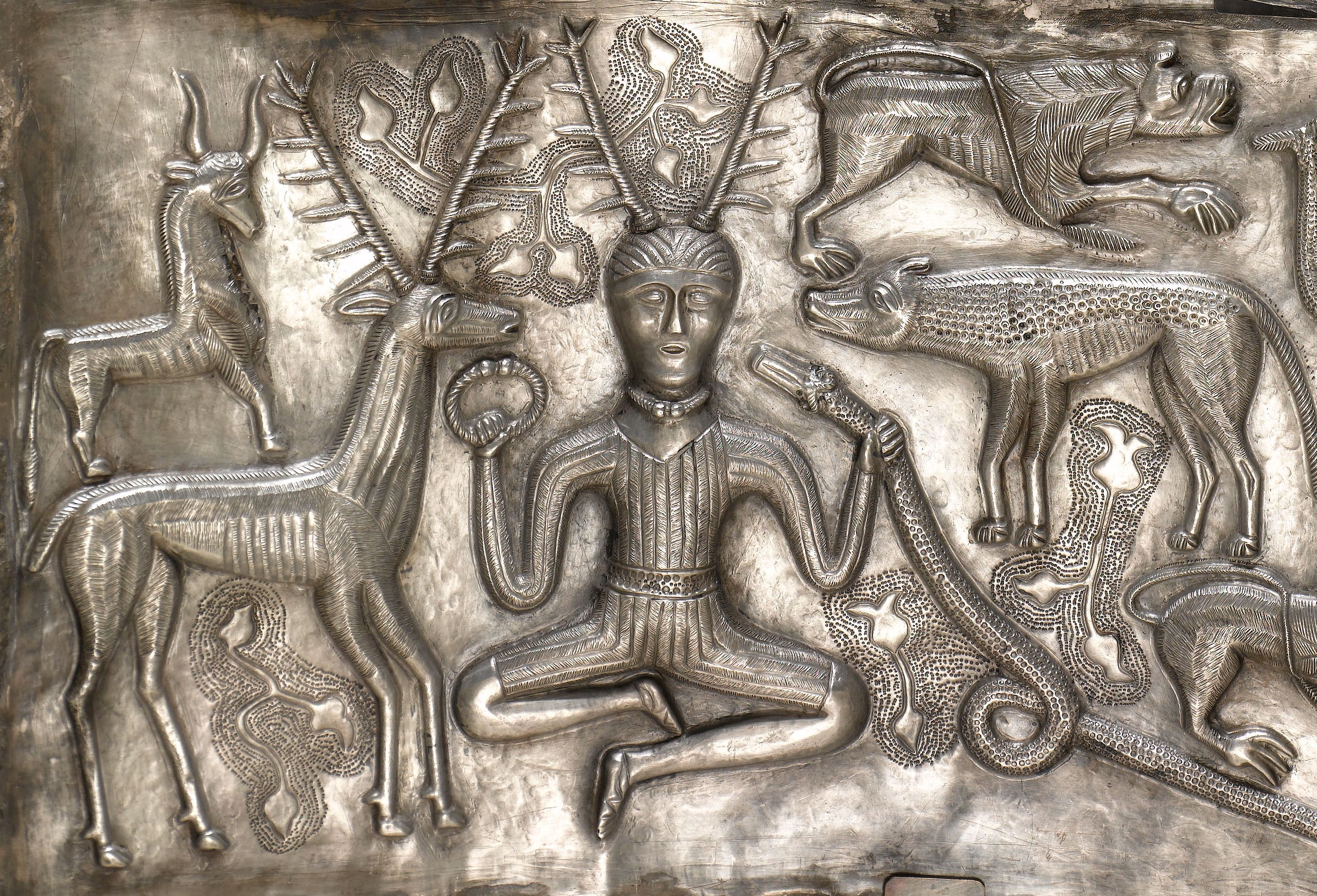
Cernunnos på Gundestrupskitteln.

Cernunnos (den behornade) är en gud i keltisk mytologi. Han tillhör den grupp keltiska gudar som dyrkades i hela den keltiska världen snarare än endast lokalt, vilket annars var det vanliga. 
Inte mycket är känt om Cernunnos, men han finns gestaltad på många konst- och kulturföremål. Eftersom han då ofta är omgiven av djur, antar man att han kan ha varit ett slags ”djurens konung”. Det är okänt vilken gud han var, men teorier har utpekat honom som en gud som råder över djur, jakt, fruktbarhet och handel.